# 市川和彦
市川 和彦（いちかわ かずひこ）は、日本のトランペット奏者。静岡市出身。東海大学第一高校卒業-国立音楽大学中途退学。大学在学中に新日本フィルに入団。1993年文化庁在外研修員としてウィーン国立音楽大学で学ぶ。1987年津堅直弘氏らとトランペットアンサンブル・トランペット5を結成。1989年にアメリカ、2006年にはタイで行われたITG（インターナショナルトランペットギルド）の招待を受け演奏。1993年文化庁の在外研修員としてウィーンに留学。ウィーン国立音楽大学でウィーンフィルのアドルフ・ホラー教授に師事。これまでにトランペット5、東京トランペットコアーなどでCDをリリース。国立音楽大学、洗足学園音楽大学非常勤講師。新日本フィル 副首席トランペット奏者。

## 所属楽団等
- 新日本フィルハーモニー交響楽団 副首席トランペット奏者
- アンサンブル・アペルト 主宰
- 国立音楽大学非常勤講師

洗足学園音楽大学非常勤講師